# Fred Elizalde
Frederico « Fred » Elizalde (Manille, 12 décembre 1907 – Manille, 16 janvier 1979) est un compositeur, pianiste classique et pianiste de jazz, chef d'orchestre philippin d'origine basque.

## Biographie
Elizalde naît de José Joaquín Elizalde et Carmen Díaz Moreu,,. Il est le frère du diplomate, Joaquín Miguel et Angel, Manuel (« Manolo ») Elizalde.

### Formation
À sept ans, il entre au Conservatoire Royal supérieur de Madrid, remportant le premier prix de piano à quatorze ans. Il étudie ensuite au  St. Joseph's College de Londres et effectue ses études de droit à l'Université Stanford dans les années 1920. Ses intérêts musicaux ont prévalu et il quitte l'université. Il prend des cours de composition avec Ernst Bloch, à l'université Stanford et abandonne temporairement le droit pour la musique, quittant l'école en 1926. Il se lance ensuite dans une carrière de chef d'orchestre de jazz, dirigeant l'ensemble de l'Université Stanford à l'Hôtel Biltmore de Los Angeles, alors qu'il étudie toujours la composition. Il enregistre avec le Cinderella Roof Orchestra en 1926, puis retourne en Angleterre, où il entre à l'Université de Cambridge à l'automne, comme étudiant en droit pendant une année. Bientôt après son arrivée en Angleterre, Elizalde forme un nouveau groupe, le Quinquaginta Band, qui  remporte beaucoup de succès et acquiert une influence sur le développement de la musique de jazz britannique, à la fin des années 1920.
Elizalde a critiqué la musique de danse britannique pour ses qualités viennoises et a cherché à apporter plus des rythmes américains sur la scène britannique. En 1927, Il enregistre avec son groupe, sous plusieurs nom d'ensemble pour Brunswick et Decca, notamment le Cambridge Undergraduates. Lors de ses prestation à l'Hôtel Savoy à Londres, son ensemble met en vedette plusieurs des meilleurs interprètes du début du jazz britannique, tels Norman Payne, Jack Jackson et Harry Hayes, ainsi que les américains, Chelsea Quealey, Bobby Davis, Fud Livingston, Adrian et Arthur Rollini. En décembre 1928, il publie un court-métrage, Christmas Party sonorisé avec le procédé DeForest Phonofilm.
Le groupe est élu meilleure orchestre de danse populaire par le magazine britannique Melody Maker, en 1928 ; mais « les clients plus âgés à l'hôtel [Savoy] ont été offensés par sa musique et les émissions sur la BBC controversée n'ont pas aidé son cas. En juillet 1929, son contrat a  expiré et il n'a pas été renouvelé ». Dans la même période, Elizalde compose des œuvres où se mêlent des éléments de jazz et de musique de concert classique européenne, notamment The Heart of a Nigger (1927 ; produit en 1928 par Serge de Diaghilev) et le Bataclan (1929).
En 1928, il se rend en Allemagne et s'associe étroitement avec Siegfried Wagner. Il dirige également des orchestres en Allemagne, en Belgique et aux Pays-Bas. En 1928, il écrit la musique pour le dernier film muet de l'actrice Pola Negri, The Way of Lost Souls [titre français : Son dernier tango](1929 ; alias The Woman He Scorned),,.
Elizalde rompt avec son ensemble de jazz, en 1929, après une tournée en Écosse mal reçue, et le début de la Grande Dépression, qui provoqué le retour chez eux de beaucoup d'américains, ses musiciens partenaires d'appoint. Il dirige un nouveau ensemble au Duchess Theater à Londres en 1930, mais plus tard dans l'année retourné à Manille pour accepter un poste de chef d'orchestre de l'Orchestre symphonique de Manille. Il avait alors reçu de ses parents l'autorisation de se consacrer entièrement à la musique — il n'avait encore que vingt-trois ans).

### Carrière
Dans les années 1930, il dirige à Biarritz, Paris et Madrid, et enregistre pour la dernière fois en 1933, lors d'un bref voyage en Grande-Bretagne. Ses poèmes symphoniques Jota, Spiritual et Moods, sont écrits au cours de ces années. Entre 1931 et 1933, il est à Paris, où il est étroitement associé à Maurice Ravel et Darius Milhaud et où il dirige la création de certaines œuvres de Milhaud. En 1932, il a composé quelques chansons pour la mezzo-soprano espagnole, Conchita Supervía et la musique de scène pour La pajara pinta du dramaturge Rafael Alberti.
En Espagne, Fred Elizalde étudie avec Manuel de Falla et passe beaucoup de temps avec lui, étant toujours considéré comme l'un de ses meilleurs interprètes. À une occasion, il dirige le Concerto pour clavecin de Falla, avec le compositeur au clavier. Il met également en musique Titeres de Cachiporra et Don Perlimplin de Federico García Lorca, poète avec qui il est également étroitement associé. En 1935, il est nommé délégué espagnol au mai musical de Florence et l'année suivante, il dirige sa Symphonie concertante pour piano et orchestre, avec le soliste Leopoldo Querol.
En 1936, il quitte la France pour s'inscrire dans le troupes Requeti de Navarre, un régiment basque et combat sous Francisco Franco pendant la Guerre civile espagnole jusqu'en 1939. Il est blessé et décoré pendant la guerre. Il émigre abord à Manille et ensuite déménage en France, où, sous occupation allemande, il vit reclus dans une maison près de Bayonne.
Pendant ce temps, il compose beaucoup, notamment :
- Le Peintre maudit, opéra sur la vie de Paul Gauguin, sur un livret de Théophile Briant . "Le Peintre maudit" est présenté au Palais de Chaillot le 27 décembre 1942 par les Concerts Gabriel Pierné : Gaston Poulet donna "en première audition d'importants fragments" de ce "drame musical en trois actes" (Comœdia, 24 décembre 1942[9]) ; l'opéra est diffusé en 1948 par la Radiodiffusion Française pour célébrer le centenaire de la naissance de Gauguin[4] ;
- un concerto pour violon ; créé par Ginette Neveu à Paris en 1944[4],[10] et par Christian Ferras à Londres, sous la direction de Gaston Poulet, en présence du compositeur[11],[12] et a fait l'enregistrement en première mondiale le 7 novembre 1947, alors qu'il n'avait que quatorze ans[13] ;
- un quatuor à cordes et
- un concerto pour piano, créé par Leopoldo Querol en 1947 à Paris ; Elizalde a joué lui-même le concerto à Besançon avec l'Orchestre Colonne sous la direction de Gaston Poulet et à nouveau avec l'Orchestre symphonique de Londres au Royal Albert Hall[4].

En 1948, Fred Elizalde retourne une fois de plus, à Manille, où il dirige l'orchestre symphonique de Manille, fonde la petit orchestre symphonique de Manille et est nommé président de la compagnie de la radio nationale de radiodiffusion. Il effectue quelques concerts en tant que chef d'orchestre au Japon et dirige l'Orchestre symphonique de Londres, au Royal Festival Hall durant le Festival de la grande-Bretagne en 1951. Mais il dirige peu hors des Philippines jusqu'à sa retraite en 1974. Lui et Bob Stewart partagent une émission de télévision sur le piano piano, The Maestro and Uncle Bob sur la chaîne de télévision philippine GMA, en 1978-1979.
En dehors de la musique, il était un excellent tireur d'élite et a remporté des médailles d'or en tant que capitaine de l'équipe des Philippines aux jeux asiatiques de 1954.